# Collegio uninominale Lazio - 10
Il collegio elettorale uninominale Lazio - 10 è stato un collegio elettorale uninominale della Repubblica Italiana per l'elezione del Senato tra il 2017 ed il 2022.

## Territorio
Come previsto dalla legge elettorale italiana del 2017, il collegio era stato definito tramite decreto legislativo all'interno della circoscrizione Lazio.
Era formato dal territorio di 32 comuni: Albano Laziale, Anzio, Ardea, Ariccia, Artena, Carpineto Romano, Castel Gandolfo, Colleferro, Colonna, Frascati, Gallicano nel Lazio, Gavignano, Genzano di Roma, Gorga, Grottaferrata, Labico, Lanuvio, Lariano, Marino, Monte Compatri, Monte Porzio Catone, Montelanico, Nemi, Nettuno, Palestrina, Rocca di Papa, Rocca Priora, San Cesareo, Segni, Valmontone, Velletri e Zagarolo.
Il collegio era quindi interamente compreso nella città metropolitana di Roma Capitale.
Il collegio era parte del collegio plurinominale Lazio - 03.

## Eletti
| Elezione | Elezione | Senatore        | Partito          |
| -------- | -------- | --------------- | ---------------- |
|          | 2018     | Antonio Saccone | Unione di Centro |

## Dati elettorali

### XVIII legislatura
Come previsto dalla legge elettorale, 116 senatori erano eletti con sistema a maggioranza relativa in altrettanti collegi uninominali a turno unico.